# Ctesiphon
Ctesiphon (pronunțându-se: ˈtɛsᵻfɒn; în greacă: Κτησιφῶν) este un oraș antic aflat în actualul stat Irak. Este situat pe partea estică a fluviului Tigru, la aproximativ 32 de km de orașul Al-Mada'in, la sud-est de orașul modern Bagdad. A fost unul dintre cele mai importante orașe din Mesopotamia, fiind de-a lungul timpului capitală a două mari imperii: part (247 î.Hr. - 244 d.Hr.) și sasanid (224 - 651 d.Hr). În prezent, Ctesiphon este un important sit arheologic și un celebru punct turistic.

## Etimologie
Denumirea latină de Ctesiphon, derivată din grecescul "Ktēsiphôn" (Κτησιφῶν), este o formă elenizată a denumirii locale de Tisfōn sau Tisbōn. Orașul mai este menționat în scrierile din persană, siriacă, arabă și armeană, sub denumirea de: Qṭēsfōn, Ṭaysafūn, Qaṭaysfūn, Tizbon. Nu se cunoaște semnificația exactă a acestui termen, dar se bănuiește că vine de la numele poporului Cas sau de la Marea Caspică.

## Istorie
Conform tradiției, orașul Ctesiphon a fost fondat pe malul estic al râului Tigru de către Mitriade I (195-138 î.Hr), regele parților. În timpul domniei lui Gotarzes I (91-87 î.Hr), Ctesiphon ajunge un important centru politic și comercial. Orașul a devenit capitala Imperiului Part în anul 58 î.Hr. Treptat, Ctesiphon se unește cu vechea cetate elenistică Seleucia, aflată pe malul opus al Tigrului, devenind o metropolă cosmopolită cunoscută și sub denumirea de Seleucia-Ctesiphon.
Datorită mărimii și importanței sale, Ctesiphon a fost un obiectiv major pentru Imperiul Roman în timpul războaielor și campaniilor sale militare din Orient. Împăratul Traian (98-117) a reușit să cucerească orașul în anul 116 d.Hr, dar succesorul său Hadrian (117-138) va returna orașul parților în anul 117 în urma unui acord de pace semnat între cele două imperii. După acest eveniment, romanii au reușit să cucerească orașul de două ori: în anul 164 și în 197.

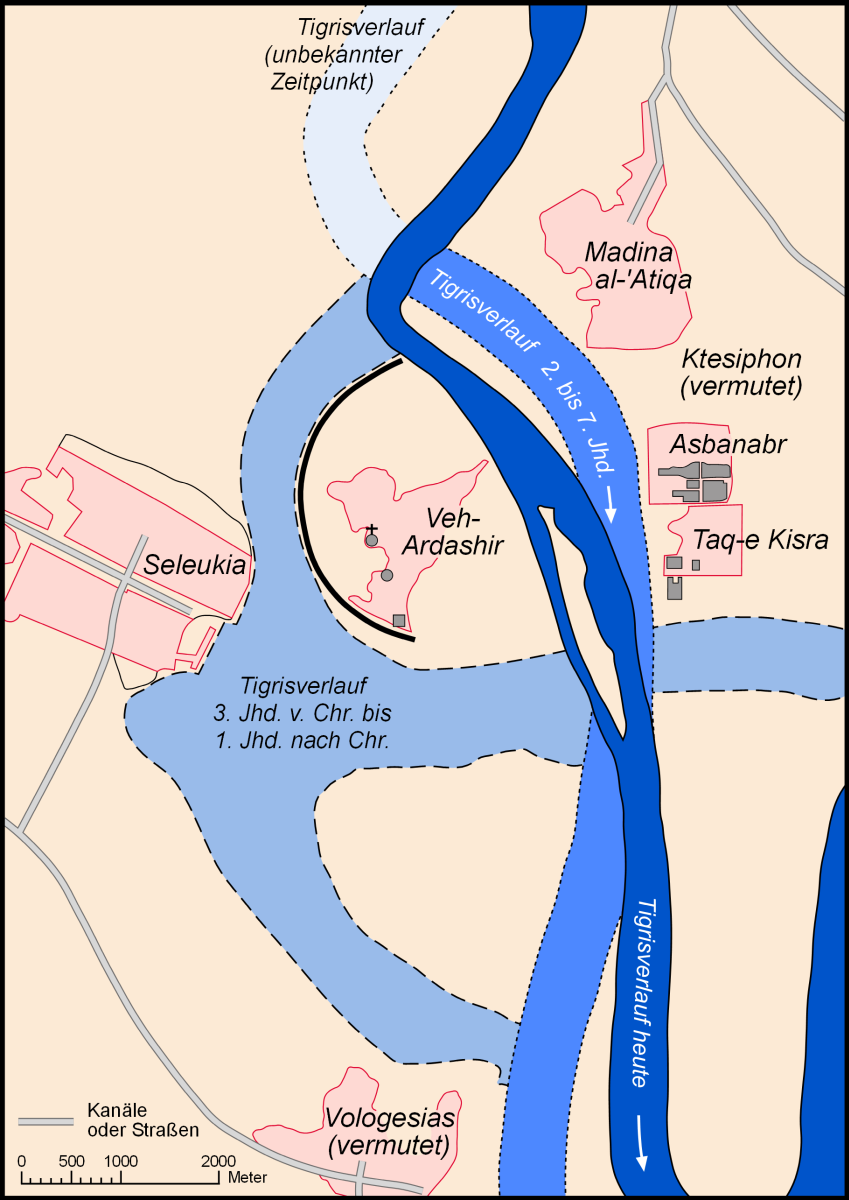
Ctesiphon, în vremea sasanizilor.

Începând cu anul 226, Ctesiphon a intrat în posesia Imperiului Sasanid, după ce sasanizii au pus capăt dominației parților asupra Persiei. Sub patronajul lor, orașul a prosperat devenind capitală a imperiului. În partea de est a râului Tigru, se afla cea mai veche parte a metropolei cunoscută în scrierile arabe sub denumirea de Madina Al-Atiqa (Orașul Vechi), unde se afla reședința membrilor dinastiei sasanide numită Palatul Alb. Partea de sud al aceleași zone, cunoscută sub denumirea de Aspanbar, era celebră pentru sălile de jocuri și bogățiile sale. Malul opus al râului Tigru, în partea de vest, era cunoscut în limba persană ca Veh-Ardashir (Bunul Oraș al lui Ardashir), Ardashir I (224-242) fiind fondatorul Imperiului Sasanid. În această zonă a orașului locuiau evreii bogați și tot aici avea să fie stabilită mai târziu Patriarhia Nestoriană. Partea de sud a zonei Veh-Ardashir se numea Valashabad.
În anii ce au urmat, orașul Ctesiphon a rămas câmpul de bătălie al celor două mari imperii: Imperiul Roman și Imperiul Sasanid. Alexandru Sever (222-235) a avansat spre Ctesiphon cu o armată, dar a suferit o înfrângere umilitoare din partea șahului Ardashir I. În anul 283, împăratul Carus (282-283) a reușit să cucerească orașul pentru scurt timp și să-l jefuiască într-o perioadă de revolte civile. În anul 295, Galerius (293-305) (pe atunci tetrah sub Dioclețian) a fost învins în apropierea Ctesiphonului, dar s-a întors cu o mare armată în anul 299 reușind să-l cucerească, aceasta fiind ultima dată când romanii cuceresc orașul. Acesta a fost însă înapoiat șahului Narseh (293-302) în schimbul cedării Armeniei și a vestului Mesopotamiei. De asemenea, împăratul Iulian Apostatul (361-363) a fost ucis în urma unei bătăli din apropierea orașului împotriva șahului Shapur al II-lea (309-379).
În anul 410, șahul Yazdegerd I (399-420) a dat un edict prin care acorda libertate de cult creștinilor din imperiu. Tot în acest an a avut loc la Ctesiphon un conciliu bisericesc ce a stabilit înființarea Arhiepiscopiei mitropolitane de Seleucia-Ctesiphon, întemeiată tradițional în anul 280. După Conciliul de la Efes din anul 431, creștinii din Imperiul Sasanid s-au separat definitiv de cei din Imperiul Roman, adoptând nestorianismul. Atunci, arhiepiscopia de la Ctesiphon a devenit Patriarhie a Bisericii Răsăritului (o altă denumire a Bisericii Nestoriene). De asemenea, pe lângă creștini și evrei, în Ctesiphon exista o puternică comunitate maniheistă, acest oraș fiind locul unde s-a născut fondatorul acestei religii, Profetul Mani (216-274).
După cucerirea Antiohiei în anul 541, șahul Khosrau I (531-579) a construit un nou oraș lângă Ctesiphon pentru a-l popula cu prizonieri aduși din Antiohia. El a numit acest oraș Weh Antiok Khusrau care înseamnă Khosrau l-a construit mai bine decât Antiohia. Localnicii din zonă au numit orașul Rumagan (Orașul Romanilor), iar arabii i-au spus Al-Rumiyya. Acest oraș a fost unul dintre multele fortificații construite de către Khosrau I pentru a proteja capitala. De asemenea, Khosrau I a construit o nouă reședință regală la Ctesiphon, Palatul Taq Kasra.
În anul 590, un membru al Casei de Mihran, Bahram Chobin s-a răsculat împotriva noului șah, Khosrau al II-lea, înlăturându-l de la putere și cucerind regiunea Ctesiphonului. Un an mai târziu, în 591, Khosrau al II-lea a reușit să-și recupereze domeniul cu ajutor de la Imperiul Bizantin. În timpul domniei sale (591-628), faima orașului a decăzut, datorită popularității tot mai mari a reședinței sale de iarnă, orașul Dastagerd. În anul 627, armata bizantină a împăratului Heraclius I (610-641) a înconjurat orașul și a anulat asediul abia după ce perșii au acceptat condițiile sale de pace. În 628, o epidemie mortală a lovit Ctesiphonul, printre victime fiind și fiul și urmașul la tron al lui Khosrau al II-lea, Kavadh al II-lea. În anul 629, orașul a fost condus pentru câteva luni de către Shahrbaraz, un alt membru al dinastiei mihranide, dar a fost asasinat de către partizanii lui Boran, fiica lui Khosrau al II-lea. În anii ce au urmat, s-a dus o lungă bătălie între aristocratul Piruz Khosrow și membrii Casei de Ispahbudhan pentru controlul capitalei și automat al imperiului.

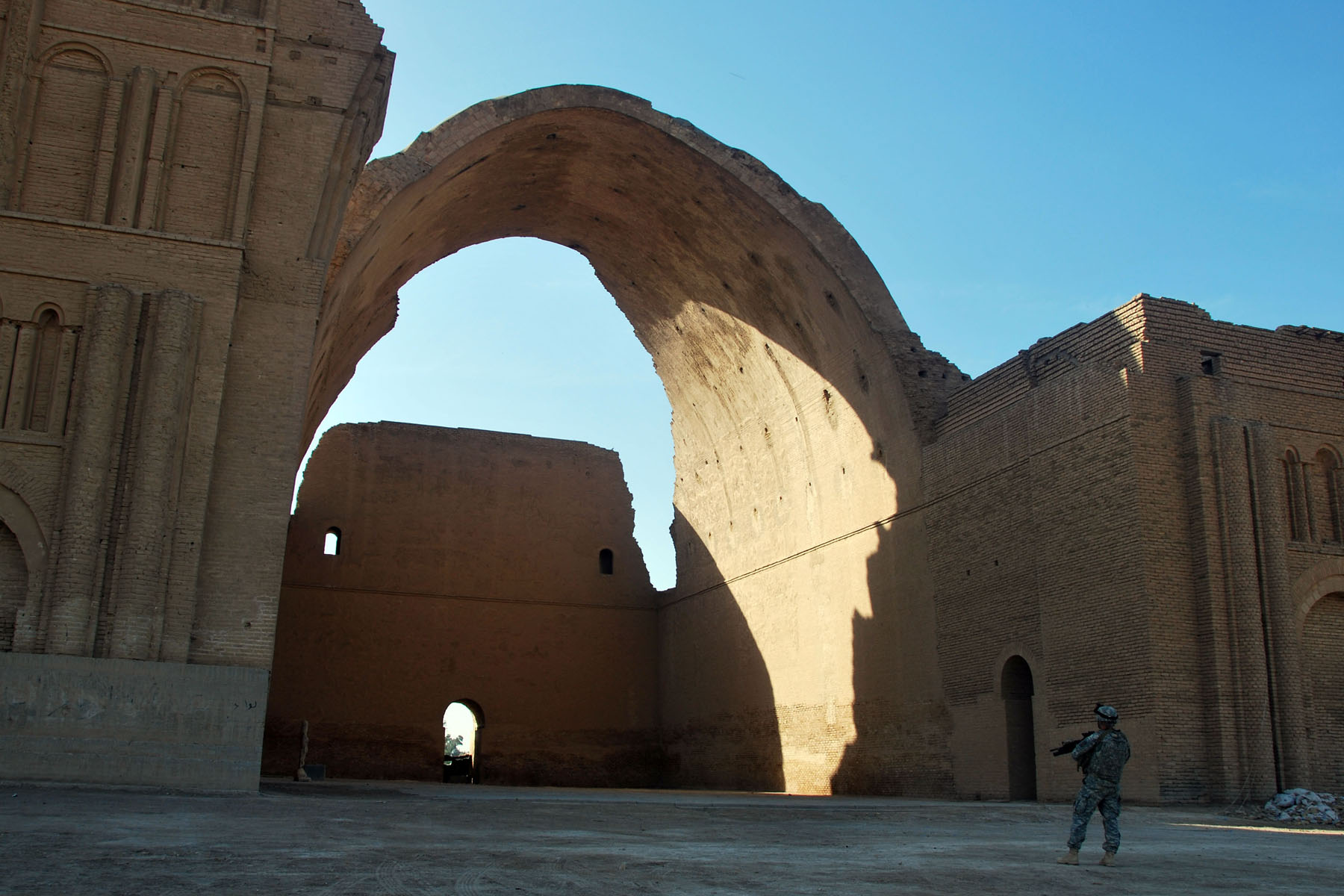
Ruinele palatului Taq Kasra.

În anul 636, arabii musulmani, care au invadat teritoriile Imperiului Sasanid încă din anul 633, i-au învins pe aceștia în marea bătălie de la al-Qādisiyyah. Arabii au atacat apoi Ctesiphonul, ofițerul musulman Khalid ibn 'Urfuta ocupând imediat zona cunoscută sub numele de Valashabad. Acesta a făcut un tratat de pace cu locuitorii din partea vestică a Ctesiphonului, numită Veh-Ardashir și cu cei din orașul Weh Antiok Khusrau, aflat în apropiere. Tratatul prevedea că locuitorii puteau părăsi zona când doresc, dar dacă nu, trebuiau să recunoască autoritatea musulmană și să plătească o taxa (jizya). Când ofițerul Sa`d ibn Abi Waqqas a ajuns la Ctesiphon a constatat că familia sasanidă, nobilii și trupele persane au părăsit orașul, dar musulmanii au reușit totuși să captureze o parte din armată și să confiște bogățiile din trezoreria imperială. Mai mult, sala tronului din Taq Kasra a fost folosită temporar drept moschee.
Orașul Ctesiphon a intrat într-un declin rapid, odată cu scăderea importanței sale economice și politice și cu întemeierea orașului Bagdad, capitala Califatului Abbasid. De asemenea, se spune că Al-Mansur (754-775), califul abbasid,  a folosit materiale din ruinele Ctesiphonului pentru a construi Bagdadul. În scurt timp, Ctesiphon a fost depopulat devenind un oraș fantomă.
În anul 1915, Ctesiphon a fost câmpul de luptă pentru o importantă bătălie din cadrul Primului Război Mondial (1914-1918), când armta otomană a învins trupele britanice ce încercau să cucerească Bagdadul. În prezent, Ctesiphon este un sit arheologic extrem de important, stârnind interesul savanților din întreaga lume și este o atracție turistică importantă a Irakului.